# Remígio
Remígio là một đô thị thuộc bang Paraíba, Brasil. Đô thị này có diện tích 178,064 km², dân số năm 2007 là 14674 người, mật độ 82,6 người/km².